# Powiew pustyni
Powiew pustyni (ang. Passion in the Desert) – amerykański film przygodowy z 1997 roku w reżyserii Lavinii Currier. Wyprodukowany przez Fine Line Features i Warner Home Vídeo.

## Opis fabuły
Rok 1798. Napoleon próbuje podbić Egipt. Podczas burzy piaskowej kapitan Augustin Robert (Ben Daniels) i artysta Jean-Michel (Michel Piccoli) gubią się. Jean-Michel popełnia samobójstwo. Augustin spotyka w starożytnych ruinach lamparta. Zwierzę zdobywa pożywienie, którym dzieli się z żołnierzem.

## Obsada
- Habis Hussein jako Beduin
- Ben Daniels jako Augustin Robert
- Ismael Al-Hamd jako Beduin
- Michel Piccoli jako Jean-Michel Venture de Paradis
- Keneth Collard jako oficer
- Paul Meston jako Grognard

i inni.